# Saucelhe
Saucelhe ou Saucelhe da Ribeira (em espanhol e oficialmente Saucelle) é um município raiano da Espanha na província de Salamanca, comunidade autónoma de Castela e Leão, de área 45,99 km² com população de 385 habitantes (2007) e densidade populacional de 8,44 hab/km².

## Demografia
| Variação demográfica do município entre 1991 e 2004 | Variação demográfica do município entre 1991 e 2004 | Variação demográfica do município entre 1991 e 2004 | Variação demográfica do município entre 1991 e 2004 |
| --------------------------------------------------- | --------------------------------------------------- | --------------------------------------------------- | --------------------------------------------------- |
| 1991                                                | 1996                                                | 2001                                                | 2004                                                |
| 575                                                 | 484                                                 | 410                                                 | 386                                                 |